# Psychomyia armata
Psychomyia armata är en nattsländeart som beskrevs av Schmid 1964. Psychomyia armata ingår i släktet Psychomyia och familjen tunnelnattsländor. Inga underarter finns listade i Catalogue of Life.